# Tha Shudras
A Tha Shudras (vagy csak Shudras, ejtsd [da sudrasz]) egy szegedi, meghatározhatatlan tagú, magyar underground zenekar performansz, amelyet Molnár Tibor Attila (művésznevén Freddie „FMaN” Shuman vagy Trap Kapitány) és egy barátja alapított 2010-ben. Zenei stílusát tekintve többféle irányzatból merít, az együttes saját hangzását „black pop”-ként határozza meg. A zenekar művészeti koncepciója (vagy ahogy az együttes tagjai fogalmaznak, „ars poeticája”) a modern világ emberi kapcsolataiban megmutatkozó „színjátszás” hangsúlyozása, kifigurázása. Ebből fakadóan a tagok természetellenes színű testfestéket, illetve különféle szemüvegeket, maszkokat és kalapokat viselnek, emellett képzelt identitásokat felvéve zenélnek, nem használják valódi nevüket.
A zenekar jelenlegi aktív tagjai Freddie Shuman (más néven FMaN, illetve Trap kapitány),  Soul Man, Mirror Man, Sloth Man, valamint Mechanic Man. Ez a felállás ismert FMaN & the Monsters néven is. FMaN egy televíziós nyilatkozatban hivatkozott egy hatodik, „nem látható” tagra is, aki feltételezhetően a régebbi fotókról, koncertekről és klipekből ismerhető Ras lehet.

## Történet
A Tha Shudras először minimal technót játszó duó volt, majd 2011-re önmagát „zenekar-performansz”-nak nevező formációvá bővült, amely kísérletező jelleggel többféle zenei stílust, így trip hopot, dubot, minimal technót, nu metalt, és dzsesszes elemeket is kever egymással, egyes számokban található szájdobolás és scratchelés is.
Az együttes országos, mainstream ismeretségre tett szert azáltal, hogy indult az RTL Klub által rendezett 2014-es X-Faktorban, ahol végül a finálé előtti, 9. élő adásig jutott el Tóth Gabi mentorálásával, az utolsó versenyben maradó zenekarként. Az együttes ezzel a teljesítményével az 5. legjobb produkció lett a műsorban. Ezelőtt 2011-ben már küldtek be videóklipet az akkori, második X-Faktor Klipversenyére, ami részben adásba is került.
Petőfi Sándor születésének 200. évfordulója alkalmából zenés irodalmi előadás készült a költőről Ugron Zsolna József Attila-díjas író, a Kertész Imre Intézet művészeti igazgatójának szövegkönyvével, a Kossuth-díjas Káel Csaba rendezésében. A Trap kapitány és a THA SHUDRAS előadása is szerves része volt a darabnak, hiszen a Szabadság, szerelem - Petőfi 200 című színházi produkció dalokból és prózai szövegekből állt össze. A zenekar a Szeptember végén című verset zenésítette meg, melyhez videóklip is készült.
2024-benjelent meg a Spotifyon a legújabb lemeze a DUHOS LP, amelynek terápiás célja és hatása is volt. A dalokat ugyanis az az út ihlette, amelyen az előadó és a banda járt.
A zenekar tervei között szerepel egy nagylemez kiadása és egy musical írása.

## Tagok
Jelenlegi felállás

Captain Trap

- Trap Kapitány (más néven Freddie FMaN Shuman; Molnár Tibor Attila) – vokalista, szájdobos, MC/rapper, dalszövegíró, zeneszerző, producer
- Soul Man (Kárpáti Rudolf Csaba) – dobos
- Mirror Man – basszusgitáros
- Sloth Man – gitáros
- Mechanic Man – DJ/keverőpultos

Korábbi tagok
- Gege – szinti

1, DJ Globe (scratch)
2, Ninjaska (drum)
3, Prekop (mouth organ)
4, Tom Driver (solo guitar)
5, Vajk (drum, octapad)
6, Captain Trap (vocal, rap, beatbox)
7, councilor (Perspektíva)
8, Ras (unknown)
9, aateks (wobbly bass sample)
10, Csapdy (synth)
11, Mr. Zenia (guitar)
12, Gypo (percussion)
13, Tha Dacta (midi)
14, syndic (Perspektíva)
15, B (Perspektíva)
16, Doeme (beatbox)
17, Mr. Edwards (trombone)
18, Mirror Man (bass guitar)
19, Mechanic Man (sampler, scratch, fx)
20, Monkey Man (bass)
21, councillor (Perspektíva)
22, Rico (drum)

- aateks – szintetizátor/sampler/producer
- Riko – dobos
- Vajk – dobos, Octapad-kezelő, dalszövegíró
- Tha Dacta - MIDI- Cselló
- Globe – DJ/keverőpultos
- Suhancok – néptáncos fiúk
- Mr. Edwards – harsonás
- Csapdy - szimfonikus zenekari háttér hangszerelő
- Prekop - szájharmonika
- MonkeyMan - basszusgitár
- Zsenyei - gitár
- Intermauz – gitáros
- Ras - táncos

## Lásd még
- Rádió Mi
- Trip hop
- Kísérleti zene
- Performansz
- X-Faktor (ötödik évad)
- Slipknot
- Daft Punk
- Deadmau5
- Petőfi 200
- Sztárban Sztár

## Albumok
- 2015 – Revived
- 2016 – Tüzet Hozzál, Békét Szíts
- 2020 – Serlok és Vaccon
- 2024 – DUHOS LP

## Külső linkek
- thashudras.hu – A Tha Shudras hivatalos weboldala
- Hivatalos Facebook-oldal
- Hivatalos Google+-oldal
- Hivatalos YouTube-csatorna
- Hivatalos SoundCloud-profil
- Hivatalos Spotify-oldal